# Arresto dei fratelli di Giuseppe
L'Arresto dei fratelli di Giuseppe è un dipinto a olio su tavola (26x19 cm) di Bacchiacca, databile al 1515-1516 circa e conservato nella Galleria Borghese di Roma. La tavola faceva parte della decorazione della Camera nuziale Borgherini.

## Storia
A partire dal 1515 circa Salvi Borgherini fece decorare la camera nuziale di suo figlio Pierfrancesco e della consorte Margherita Acciaiuoli con una boiserie e mobilio intagliato da Baccio d'Agnolo, progettista anche del palazzo dove si trovava l'insieme, il tutto decorato da una serie di pannelli figurati di Pontormo, Francesco Granacci e, in una fase immediatamente successiva, Andrea del Sarto e il Bacchiacca.
Il tema era quello delle Storie di Giuseppe ebreo, eroe virtuoso e casto spesso raffigurato come esempio per le giovani coppie. Bacchiacca dipinse sei tavolette, due di forma allungata, oggi a Londra, e quattro pannelli più piccoli, oggi nella Galleria Borghese a Roma.
Il risultato era così straordinario che nel 1529 la Signoria voleva farne dono a Francesco I di Francia, ma Margherita Acciaiuoli negò la richiesta di acquisto seccamente.
Gli eredi della coppia però non ressero molto alle lusinghe e fu così che nel 1584 Francesco I de' Medici ottenne le tavole di Andrea del Sarto e di Granacci, che sono agli Uffizi e alla Galleria Palatina, mentre le altre andarono disperse tra collezioni romane e fiorentine, e si trovano oggi divise tra la National Gallery di Londra (tutte le tavole di Pontormo e due di Bacchiacca) e la Galleria Borghese di Roma (le quattro piccole tavole di Bacchiacca).

## Descrizione e stile
La carestia in terra d'Israele spinge i fratelli di Giuseppe ad andare in Egitto, dove al cospetto di un funzionario chiedono di poter acquistare del grano del faraone per sopperire alle loro necessità. Essi non sanno che quel funzionario è il loro fratello venduto anni prima per invidia, ma egli li riconosce e li fa arrestare accusandoli di spionaggio (Genesi 42, 15-17).
La scena mostra i fratelli, riconoscibili anche in altre scene per il grande cappello di paglia o per il bastone del viandante, che sono arrestati delle guardie e condotti nella prigione, la cui bassa porta si vede a destra.
La scena mostra debiti con le stampe nordiche e con i disegni di generali di Leonardo o Michelangelo per quanto riguarda l'elaborata forma dell'elmo del soldato di spalle. Il chiaroscuro è accentuato, e i colori sono scelti in tonalità accese e insolite, secondo il gusto dell'epoca.